# Marcantonio Memmo
Marcantonio Memmo (zm. 31 października 1615) – doża Wenecji od 1612 roku.